# Międzynarodowe Porozumienie do Walki z III Międzynarodówką
Międzynarodowe Porozumienie do Walki z III Międzynarodówką (fr. Entente internationale contre la IIIe Internationale, ros. Международная лига по борьбе с III Интернационалом), zwane też Ligą Auberta – międzynarodowa organizacja antykomunistyczna w II poł. lat 20., latach 30. i pocz. lat 40. XX wieku.
Organizacja została utworzona latem 1924 r. w Genewie z inicjatywy szwajcarskiego adwokata Théodore’a Auberta, który był obrońcą emigranta rosyjskiego Arkadija P. Połunina podczas procesu sądowego w sprawie zabójstwa posła bolszewickiego Wacława W. Worowskiego 10 maja 1923 r. w Genui. Jednym ze współzałożycieli był Jurij I. Łodyżenski. Celem organizacji było informowanie społeczeństw zachodnich o rzeczywistej polityce władz Rosji Sowieckiej, demaskowanie i unieszkodliwianie agentów komunistycznych, przeciwstawianie się próbom nawiązywania kontaktów dyplomatycznych z władzami sowieckimi. Wszystkie te działania miały doprowadzić do zniszczenia Międzynarodówki Komunistycznej i obalenia reżimu sowieckiego w Rosji. Co roku organizowano kongresy antykomunistyczne. W Genewie utworzony został w tym celu Instytut Badań nad Bolszewizmem. Wydawano pisma "La Vague Rouge" i "Biulletin quotidienne EIA. Documentation mensuelle", zajmujące się publikowaniem dokumentów ilustrujących zbrodniczą działalność komunistów. Sporządzano też raporty i apele do rządów różnych państw i Ligi Narodów. Ponadto publikowano książki w różnych językach dotyczące ideologii komunistycznej. W różnych krajach Europy istniały oddziały terenowe (najsilniejsze w Hiszpanii i Portugalii). Po zakończeniu II wojny światowej dokumentacja organizacji trafiła do zbiorów uniwersytetu w Genewie.